# 由木村
由木村（ゆぎむら）は東京都の南多摩郡に属していた村。なお、現存する地名に基づいた「柚木村」という表記がしばしば見られるが、これは誤りである。
現在の八王子市鑓水・中山・上柚木・下柚木・越野・堀之内・南陽台1〜3丁目・南大沢・別所・松木・松が谷・鹿島・東中野・大塚の全域と絹ケ丘3丁目の一部。
2025年5月現在において、東京都内で最後に廃止された村である。

## 地域概要

### 地名の由来
由木は古い文献では柚木あるいは由儀とも書かれており、その語源にはいろいろな説がある。 たとえば、紙の原料として知られる楮の中で、神に供えた優等な布を「ユフ」といったといい、楮は自由に採取できるほど山野に自生していなかったので生産地は保護されていたという話から、ユフの産地を意味する由ノ木と呼ばれ、それが転じて「由木」になったという説や、柚子のことをユーまたはユヒというので、柚子が多かったことが由来になったという説もある。ただ、小学校の校章に柚子の実が描かれているため、「柚子」の由来が一般的である。

### 大字・小字
- 下柚木
  - 殿ヶ谷戸、番場、南ヶ谷戸、山下、太田平、宮郷

- 上柚木
  - 倉郷、大片瀬、郷土、宮郷、登々、原田、愛宕、池ノ尻、日向、日影、六軒

- 中山
  - 山際、谷戸、小池、宮ノ前

- 鑓水
  - 東谷戸、伊丹木谷戸、北街道、荒屋敷、嫁入谷戸、厳耕地、子之上谷戸、大蘆、新道、大塚

- 南大沢
  - 宮ノ下、宮ノ上、瀧ノ沢、清水入谷戸、柏木谷戸、内裏谷戸、九段甫谷戸

- 松木
  - 峰ヶ谷戸、川端、台、上

- 越野
  - 下根、中村、吹上
- 別所
  - 別所
- 堀之内
  - 引切、番場、日影、寺沢（上寺沢、中寺沢、下寺沢）、芝原
- 東中野
  - 天野（天野、天野谷戸）、宮ノ前、谷ツ入（谷ツ入、谷ツ入谷戸）、井戸ノ上（下田、井戸ノ上、小池谷戸）
- 大塚
  - 日向、日影、望地、梶川、横倉、堰場

上記のうち大字は2020年現在も八王子市の町名で使われているが、八王子市への合併、多摩ニュータウン開発による区画整理により、小字はバス停（例：堀之内にある京王バス「引切」・「芝原」バス停）、公園名称（堀之内にある「堀之内番場公園」・「堀之内引切公園」）で残る位である。
また、南陽台、絹ヶ丘、松が谷、鹿島は八王子市合併後新設された地区名である。

### 山
鑓水の北端に位置する標高213．4mの大塚山が村内最高地点。多摩丘陵の低くなだらかな山が村内を取り囲んでいる。

### 河川
多摩川の支流である大栗川が村内を東西に横断するほか、大田川、別所川、寺沢川、谷津入川などの支流が流れる。多摩丘陵の谷戸から湧水が豊富に湧出するため河川は多い。

### 池
水に恵まれた土地のため、池も多い。
- 長池

ダイダラボッチ伝説、浄瑠璃姫の伝説等、数々の伝承の舞台になっている。
- 築池

- 柳沢の池

江戸時代、下柚木村領主だった旗本・柳沢氏の肝いりで作られた池。

## 歴史
- 江戸時代初期の村名でもあり、のち上・下の2村にわかれた、これが上柚木・下柚木の由来になる。由儀・柚木とも書き、平安末〜鎌倉初期には横山党の一族由木氏が住んだといい、南北朝期には多摩郡船木田荘のうち由木郷の名も見える[1]。
- 1878年7月22日 - 郡区町村編制法により、旧武蔵国多摩郡南部に南多摩郡が設置される。
- 1884年 - 郡区町村編制法により、下柚木村、上柚木村、中山村、南大沢村、松木村、越野村、別所村、堀之内村、東中野村、大塚村が連合する。鑓水村は由井村の諸村と連合した。
- 1889年4月1日 - 町村制施行に伴い、下柚木村、上柚木村、中山村、鑓水村、南大沢村、松木村、越野村、別所村、堀之内村、東中野村、大塚村が神奈川県南多摩郡由木村として成立する。下柚木の永林寺に村役場が設置される。
- 1893年4月1日 - 南多摩郡が神奈川県から東京府に移管され、東京府南多摩郡由木村となる。
- 1913年 - 永林寺山門前に村役場庁舎が完成する。
- 1918年 - 村内の学校の統廃合が実施され、由木尋常高等小学校（現・八王子市立由木中央小学校）を中心に、東分教場（現・由木東小学校）と西分教場（現・由木西小学校）が設置される。
- 1927年 - 由木郵便取扱所が開設される。
- 1930年 - バス路線が開通し、八王子駅〜由木小学校間にて運行が開始される。
- 1935年 - 電話交換事業が開始される。
- 1943年7月1日 - 東京都制が施行され、東京都南多摩郡由木村になる。
- 1957年 - 由木村新庁舎が完成し庁舎移転。
- 1958年 - 由木保育園が設立される。
- 1964年8月1日 - 八王子市へ編入され、由木村は廃止となる。この後東京都では長らく市町村合併は行われず、1995年に秋川市と五日市町が合併しあきる野市になるまで、30年以上にわたり東京都で最後に廃止になった自治体であった。

## 産業

### 一次産業
大栗川が村内を東西横断するほか大田川などの支流もあり水利に富んだ地域のため農業が主要な産業である。
中でも広く行われていたのは養蚕と酪農である。とくに酪農は由木村長を二度務めた農業指導者の井草甫三郎が千葉県より子牛1頭を導入したことが多摩酪農の先駆けとなり、井草の指導もあり、村全域で行われる一大産業となった。当時「牛といえば井草、酪農といえば由木村」と言われるほど、全国にその名は知れ渡ったという。また、掘抜き井戸の地下水を利用した養魚業も行われていた。

### その他
農家の副業として、農閑期に目籠づくりが行われた。田口久兵衛が由井村から伝習して製造を始めたのが最初だといい、のちに由木村は目籠の一大生産地にまで発展した。

## 行政

### 歴代村長
| 代 | 氏名       | 任期                                  | 出身   | 期・備考       |
| -- | ---------- | ------------------------------------- | ------ | -------------- |
| 1  | 大沢信重   | 1889年（明治22年） - 1897（明治30年） | 東中野 |                |
| 2  | 井上隆治   | 1897（明治30年） - 1898（明治31年）   | 東中野 |                |
| 3  | 佐藤昇之助 | 1898（明治31年） - 1899（明治32年）   | 南大沢 |                |
| 4  | 井上隆治   | 1899（明治32年） - 1903（明治36年）   | 東中野 | 再任           |
| 5  | 西川誠一   | 1903年（明治36年） - 1907（明治40年） | 大塚   |                |
| 6  | 井草甫三郎 | 1907年（明治40年） - 1909（明治42年） | 松木   |                |
| 7  | 青木金太郎 | 1909（明治42年） - 1920（大正9年）    | 別所   |                |
| 8  | 伊藤福太郎 | 1920（大正9年） - 1924（大正13年）    | 上柚木 |                |
| 9  | 川和愛蔵   | 1924（大正13年） - 1925（大正14年）   | 下柚木 |                |
| 10 | 鈴木章治   | 1925年（大正14年）                    | 堀之内 |                |
| 11 | 井草甫三郎 | 1925年（大正14年） - 1926（大正15年） | 松木   | 再任           |
| 12 | 川和愛蔵   | 1926（大正15年） - 1928（昭和3年）    | 下柚木 | 再任           |
| 13 | 鈴木博助   | 1928（昭和3年） - 1939（昭和14年）    | 堀之内 |                |
| 14 | 金子喜造   | 1940（昭和15年） - 1942（昭和17年）   | 東中野 |                |
| 15 | 小谷田弥市 | 1942年（昭和17年） - 1944（昭和19年） | 東中野 |                |
| 16 | 伊東八十二 | 1944年（昭和19年） - 1946（昭和21年） | 下柚木 |                |
| 17 | 吉田虎吉   | 1947（昭和22年） - 1949（昭和24年）   | 松木   |                |
| 18 | 青木茂助   | 1949（昭和24年）                      | 別所   |                |
| 19 | 大沢昌敏   | 1949（昭和24年） - 1953（昭和28年）   | 東中野 |                |
| 20 | 谷合勘重郎 | 1953年（昭和28年） - 1961（昭和36年） | 堀之内 |                |
| 21 | 石井栄治   | 1961（昭和36年） - 1964（昭和39年）   | 中山   | 最後の由木村長 |

### 村議会
合併時点の1964年において、議員の定数は13人であった。

### 村役場

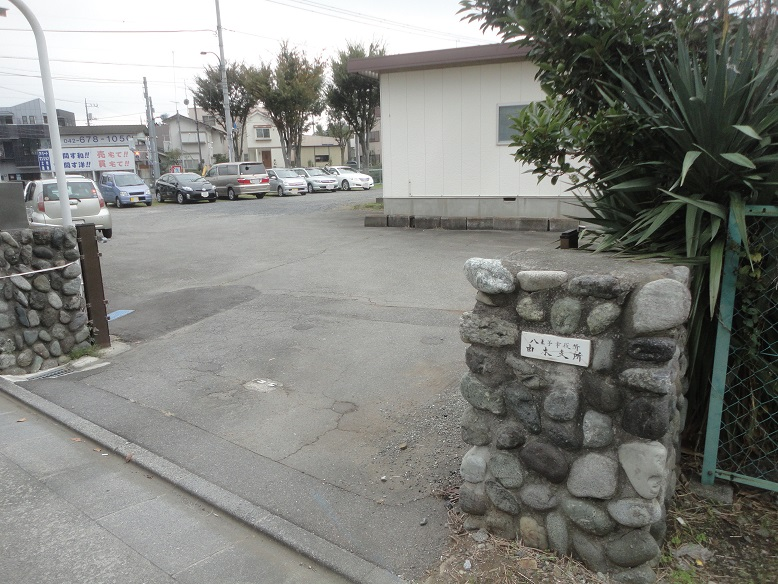
由木村役場跡地（2013年，石組の門は当時のものが現存している）

1898年、村内にある永林寺の一室を借りる形で由木村役場が設置される。1913年、専用の庁舎が完成し永林寺から移転する。1957年には新庁舎が完成し再び移転する。合併後は八王子市役所由木事務所となる。

### 公共機関
- 由木郵便局

1927年由木郵便取扱所が開設される。1960年由木村役場前に移転。
- 八王子警察署堀之内駐在所

1892年設置。
- 上柚木駐在所

1894年設置。
- 下柚木駐在所

1945年7月設置。
- 由木村国民健康保険直営診療所

1953年開設。
- 由木公民館

1949年設立。
- 由木村農業協同組合

1948年由木村農業会が改組して成立。現・八王子市農業協同組合由木支店。
- 由木村農業共済組合

## 教育
下記の一覧は1964年由木村合併時のもの。明治時代より学校の新設・統合・改称が繰り返されてきており、その経緯は複雑である。詳細は各学校のリンク先を参照のこと。なお、中央大学の多摩キャンパスへの移転計画は由木村時代に始まっており、1960年の用地取得当初は由木村であったことから、当初のキャンパスの名称は「由木校地」が予定されていた。

### 小学校
- 由木村立由木西小学校
- 由木村立由木中央小学校
- 由木村立由木東小学校

### 中学校
- 由木村立由木中学校

### 保育園
- 由木村立由木保育園

## 施設

### 寺社
- 永林寺

戦国時代、滝山城主大石定久が開基となり、叔父である一種長純を開山として創建した。
- 蓮生寺

1182年に創建されたと伝えられている。吾妻鏡によると源頼朝が由良御前のお腹にいたとき、腹帯を持って上がった円浄が京都から来て創った寺だと言われており、頼朝は円浄を鎌倉に呼び、別所の田畑1町歩を与えてその面倒を見たという。山門は取り払われて現在ではあとかたもないが、護良親王筆の「由木山」の扁額が残されている。
- 道了堂

1875年（明治8年）、鑓水商人の大塚忢郎吉を中心に、浅草花川戸から道了尊を勧請して創建された。鑓水の繁栄の象徴とされたが、次第に荒廃し、1983年に倒壊しかけた堂が撤去された。

### その他
- 府中カントリークラブ

多摩村との境界の山林を買収し、両村にまたがり1959年11月に開業したゴルフ場。
- 由木通信所

1954年より使用が開始された米軍施設。
- 白春酒造

1921年創業の造り酒屋。「白春」「つや娘」という銘柄の日本酒を、丹沢水系の井戸水を使い醸造していたが、現在では廃業している。
- 異人館

鑓水商人の八木下敬重によって、日本が開国する以前の1851年（嘉永4年）に建てられた洋館。鎖国時代から貿易が行われていたオランダの商人を招くために建てられた。六角形の木造建物で、螺旋階段で2階へ上がるようになっていた。開国後にはイギリスの外交官、アーネスト・サトウが鑓水を訪れ、異人館に宿泊している。その後、学校施設に転用される等したが、1975年頃に解体された。

## 交通

### 道路
- 野猿街道

かつては「小野路道」、「由木街道」と呼ばれ、現在のルートとは異なり八王子から由木村を経て小野路村方面へと続いていた。昭和初期に大規模な新道敷設工事が行われ、現在のルートとなる。
- 神奈川往還

通称「絹の道」と呼ばれる。

### 峠
周囲を多摩丘陵に囲まれているため、峠が多い。
- 野猿峠

八王子市街へ向かうための主要ルート
- 御殿峠

古くより八王子方面から横浜方面・大山方面へ向かうための交通の要衝。
- 鑓水峠

### 乗合バス
- 由木乗合バス

中山の農家石井善蔵によって設立され、1929年（昭和4年）、下柚木(由木小学校前)〜八王子郵便局前(横山町郵便局前)間でバスが開通する。数年後には横山町郵便局前から八王子駅北口まで延長され、1933年（昭和8年）由木村堀之内〜堺村相原坂下間（のちに相原駅まで）が新たに開通した。
- 京王バス

### 鉄道
1924年（大正13年）、鑓水の有力者大塚卯十郎によって、津久井郡の川尻村（現・相模原市）から由木村内を横断し、多摩一の宮（現・多摩市）まで鉄道を敷設したうえで玉南電鉄（現・京王電鉄）に接続し新宿駅まで電車を直通させる南津電気鉄道の建設が計画される。1926年（大正15年）には鉄道免許を取得し、工事も第一期区間である鑓水近辺では一部レールの敷設も完了し、架線柱用の丸太まで準備されていたというが、1929年（昭和4年）の世界恐慌の影響で生糸の価格が暴落し、資金繰りが悪化したため工事は中断し、混乱の末計画はとん挫した。
以来、合併まで由木村に鉄道が敷設されることはなかったが、合併後の1988年（昭和63年）に京王相模原線が南大沢駅まで延伸開業した。

## 郷土芸能
南大沢の「粉屋踊り（こなやおどり）」が有名であった。その他、旧村内各地域で祭囃子などの伝統芸能が現在でも保存されている。

## 合併に至る経緯
由木村のある南多摩郡では、当時、合併や町制施行が相次いでおり、由木村もその対応が迫られていた。
当時、由木村の村民の中には、石井栄治村長を中心とした八王子市との合併を目指す派閥と、日野市との合併を目指す派閥に分裂する事態が起こっていた。
そして、その対立は大変深刻なものとなっており、新聞記事にも載るほどになっていた。
結局、事態を収拾するため住民投票で合併先を選択することとなり、八王子市合併派が日野市合併派を上回る結果となったため、八王子市との合併に至った。また、日野市合併派の一部住民は、八王子市に合併後も八王子から分村するように働きかける等、しばらくの間抵抗を続けた。
ちなみに東京都は、1954年公表の「東京都町村合併計画」において、多摩村との合併を推奨していたが、由木村は多摩村だけでなく日野町を加えた合併を、多摩村も府中市との合併や南多摩郡東部五か町村（日野町、稲城村、七生村、由木村、多摩村）の合併をそれぞれ主張して東京都の案に反対し、1956年に廃案となった 。